# Czeremcha (Bieszczady)
Czeremcha (ukr. Черемха) - szczyt na Ukrainie, położony w Bieszczadach 3 km na zachód od wsi Łubnia. W 1915 roku na szczycie miała miejsce bitwa między wojskami austriackimi a rosyjskimi.

## Topografia
Szczyt znajduje się w południowej części Bieszczadów Zachodnich w paśmie granicznym 500 metrów od granicy z Polską. Na północy w bezpośrednim sąsiedztwie znajduje się na granicy Wołowe Berdo (1121 m n.p.m.), którym biegnie główny grzbiet pasma granicznego, na zachód prowadzący przez Kańczową (1115 m n.p.m.) do Wielkiej Rawki (1307 m n.p.m.), na wschód przez Przełęcz Beskid (785 m n.p.m.) na Kińczyk Bukowski (1251 m n.p.m.), na południe od szczytu odchodzi niewielki grzbiet, w którym najwybitniejszym wzniesieniem jest Beskidziec (997 m n.p.m.). Wschodnie zbocza góry opadają ku Łubni, południowe ku Zahorbowi, zachodnie ku Stużycy. Z południowych stoków wypływają liczne dopływy rzeki Uż, na wschodnich zboczach swoje źródło ma potok Łubnia.

## Przyroda
Niższy wierzchołek (1130 m n.p.m.) jest pokryty niewielką połoniną, wyższy (1133 m n.p.m.) zaś lasem. Szczyt znajduje się na terenie Użańskiego Parku Narodowego, wewnątrz Rezerwatu Stużyca. Dookoła szczytu znajduje się unikatowo zachowany fragment bukowego lasu pierwotnego.

## Turystyka
Na szczyt prowadzi  czerwony szlak, którym można dostać się z Łubni lub z Zahorbu. Istnieje również opcja dojścia ze wsi Stawne  niebieskim szlakiem, który prowadzi do schronu przy źródełku, przy czerwonym szlaku prowadzącym od strony Łubni. 
W sierpniu 2019 roku, w dniach 8-10 zostało uruchomione czasowe przejście graniczne Wołosate – Łubnia, dzięki czemu można było dostać się od strony polskiej, z Wołosatego, przez Przełęcz Beskid do Łubni i dalej na Czeremchę, wkrótce planowane jest tutaj otwarcie stałego przejścia.
Na połoninie w pod szczytem znajduje się cmentarz wojenny.